# William J. Jefferson

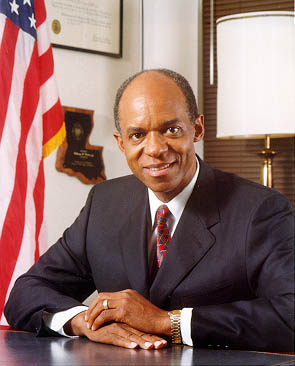
William J. Jefferson

William Jennings "Bill" Jefferson, född 14 mars 1947 i Lake Providence, Louisiana, är en amerikansk demokratisk politiker. Han representerade delstaten Louisianas andra distrikt i USA:s representanthus 1991–2009.
Jefferson gick i skola i G.W. Griffin High School i Lake Providence. Han utexaminerades 1969 från Southern University and Agricultural & Mechanical College i Baton Rouge. Han avlade 1972 juristexamen vid Harvard Law School. Han var medarbetare åt senator J. Bennett Johnston 1973–1975 och ledamot av delstatens senat 1979–1990.
Jefferson blev invald i representanthuset i kongressvalet 1990. Han omvaldes åtta gånger. Han besegrades av republikanen Joseph Cao i kongressvalet i USA 2008. Jeffersons valkampanj år 2008 skuggades av en korruptionsundersökning.
Gift med Andrea Jefferson och har fem barn.